# Hauterive, Allier
Hauterive är en kommun i departementet Allier i regionen Auvergne-Rhône-Alpes i de centrala delarna av Frankrike. Kommunen ligger  i kantonen Escurolles som ligger i arrondissementet Vichy. År 2022 hade Hauterive 1 186 invånare.
På occitanska heter orten Autariba.

## Befolkningsutveckling
Antalet invånare i kommunen Hauterive
Referens: INSEE